# 三縣鐵路與地鐵轉乘站
三縣鐵路與地鐵轉乘站（英語：Tri-Rail and Metrorail Transfer station）是一座位於美国佛羅里達州邁阿密-戴德縣海厄利亞的迈阿密地铁和三縣鐵路轉乘车站，具体位置位于东北第25街与东北第11大道的交界处，毗邻营运美铁长途旅客列车的迈阿密站。该车站是采用垂直换乘方式的立体十字骑跨式车站，分为东西向的迈阿密地铁站台和南北向的三县铁路站台两个部分，高架的迈阿密地铁和地面的三县铁路呈十字交叉，乘客可通过连接两者站台的通道进行转乘。
1989年初，因应连接迈阿密、劳德代尔堡和西棕榈滩的“三县铁路”通勤铁路投入服务，戴德县公共交通局于是在迈阿密地铁与三县铁路的交汇处，即海厄利亚车站与诺斯赛德车站之间，增设一个临时车站以便乘客换乘三县铁路，该临时车站于1989年3月6日开放使用。同年6月5日，正式的三县铁路与地铁转乘站建成启用，并成为迈阿密地铁的第二十一个车站，时任戴德县市长斯蒂芬·克拉克（Stephen P. Clark）与佛罗里达州联邦参议员威廉·雷曼（William Lehman）和戴德县议会委员查尔斯·杜索（Charles Dusseau）一起为该车站揭幕。

## 车站结构
| P 迈阿密地铁 站台层 | 侧式站台，右边车门将会开启 | 侧式站台，右边车门将会开启                      |
| P 迈阿密地铁 站台层 | 南行方向                   | ▉ 迈阿密地铁绿线，往达德兰南方向（诺斯赛德）    |
| P 迈阿密地铁 站台层 | 北行方向                   | ← ▉ 迈阿密地铁绿线，往帕尔梅托方向 （海厄利亚） |
| P 迈阿密地铁 站台层 | 侧式站台，右边车门将会开启 |                                                 |
| 三县铁路 站台层     | 侧式站台，右边车门将会开启 | 侧式站台，右边车门将会开启                      |
| 三县铁路 站台层     | 1道                        | 三县铁路，迈阿密机场方向（海厄利亞市場）        |
| 三县铁路 站台层     | 2道                        | ← 三县铁路，往芒谷阿園方向（奧帕洛卡）          |
| 三县铁路 站台层     | 侧式站台，右边车门将会开启 |                                                 |
| 三县铁路 站台层     | 地面                       | 出入口、巴士站                                  |

## 外部連結
- Miami-Dade County: Metrorail Stations（页面存档备份，存于）
- South Florida Regional Transportation Authority: Metrorail Transfer station